# Buddy Catlett
George James Catlett (13 de mayo de 1933 – Seattle, 12 de noviembre de 2014), conocido profesionalmente como Buddy Catlett, fue un multinstrumentista de jazz estadounidense, conocido sobre todo como contrabajista.
Amigo de infancia de Quincy Jones, tocó con Jones en bandas lideradas por Charlie Taylor y Bumps Blackwell. En 1959, fue despedido por Cal Tjader y Jones lo incorporá a su banda para hacer la gira por Europa. Trabajó también para Louis Armstrong, Bill Coleman, Curtis Fuller, Freddie Hubbard, Coleman Hawkins, Junior Mance, Chico Hamilton, Johnny Griffin y Eddie Lockjaw Davis.

## Muerte
Murió por problemas cardíacos el 12 de noviembre de 2014 a la edad de 81 años. Había estado viviendo en el Leon Sullivan Health Care Center en el Distrito Central de Seattle.

## Discografía
Como integrante de la bana
- 1959: The Great Wide World of Quincy Jones - Quincy Jones
- 1960: From Boogie to Funk – Bill Coleman
- 1960: Big Brass - Benny Bailey
- 1960: Boss of the Soul-Stream Trombone - Curtis Fuller
- 1960: I Dig Dancers - Quincy Jones
- 1961: The Magnificent Trombone of Curtis Fuller - Curtis Fuller
- 1961: Rights of Swing - Phil Woods
- 1962: Goin' to the Meeting – Eddie "Lockjaw" Davis
- 1962: Tough Tenor Favorites - Eddie "Lockjaw" Davis
- 1962: On My Way & Shoutin' Again! - Count Basie
- 1963: This Time by Basie! - Count Basie
- 1963: More Hits of the 50's and 60's - Count Basie
- 1963: Ella and Basie! – Ella Fitzgerald y Count Basie
- 1964: Basie Land - Count Basie
- 1964: It Might As Well Be Swing - Frank Sinatra y Count Basie
- 1966: Wrapped Tight – Coleman Hawkins